# Калепий
 Флавий Калепий (на латински: Flavius Calepius) е политик на Западната Римска империя през 5 век.
През 447 г. Калепий е консул на Запада заедно с Ардабур Млади в Източната Римска империя.